# HMS Colossus (1882)
El HMS Colossus fue un acorazado británico de la clase Colossus, botado en 1882 y puesto en servicio en 1886. Tenía un desplazamiento de 9.520 toneladas y un armamento de 4 cañones de retrocarga de 12 pulgadas, 5 cañones de 6 pulgadas y tenía una velocidad respetable de 15,5 nudos.
Fue uno de los primeros acorazados modernos, si no el primero. Tenía varias características que serían estándar para todos los buques de guerra con cañones hasta la Segunda Guerra Mundial, incluida una construcción totalmente de acero, una batería principal de cañones de gran calibre (es decir, de 10 pulgadas o más) montados en torretas y estaba propulsado solo por motores de vapor en lugar de una combinación de vapor y velas, como era común a mediados del siglo XIX.